# شهرستان کارگاسوکسکی
شهرستان کارگاسوکسکی (به لاتین: Kargasoksky District) یک شهرستان در روسیه است که در استان تومسک واقع شده‌است.